# スズキ目
スズキ目（スズキもく、Perciformes）は、条鰭綱に分類される目（もく）。魚類のみならず脊椎動物全体の中で最大の目である。食用魚、釣りの対象魚、観賞用の熱帯魚など、人間の生活と密接に関係している種も多い。

## 形態
多くは体は左右に平べったく側扁し、円鱗あるいは櫛鱗に覆われる。背鰭は1あるいは2つで、臀鰭は1つである。腹鰭がある場合は、胸鰭のすぐ下かそれより前、喉の位置にあり、鰭条は1本の棘条と5本の軟条（全体で6本以下）で構成される。尾鰭の主鰭条は17本以下（分枝鰭条15本以下）である。上顎を縁取りするのは前上顎骨で、眼窩蝶形骨と中烏口骨を欠く。浮き袋がある場合は、気道とは接続していない。これらの形質は比較的多くの種類に共通するものであるが、全体の共通点を挙げることは、極めて難しい。

## 分類
魚類の系統を網羅した標準的文献である「Fishes of the world」第4版によると、スズキ目は20亜目160科1,539属10,033種を含むとされていた。そして、1属のみで構成される科が52科あり、このうち23科は1科1属1種である一方、21科で100種以上が分類されていた。
ただ、第5版では大幅に再編され、2亜目・62科・約365属・約2248種とされた。このように、スズキ目の分類はこれまでに多くの変遷を経ており、現在でも一定していない。そして、主流とされている分類体系においても、遺伝的な情報を用いて系統関係を検討すると、再編が必要であることが示唆されている。また、本目そのものも単系統ではなく、現在は別の目として扱われているカサゴ目・カレイ目・フグ目はスズキ目と同じ祖先から分かれた魚類であることが指摘されており、これらのグループを亜目として含めることでスズキ目は初めて単系統群になると考えられている。
「Fishes of the world」第4版に記載された20亜目は以下の通りである。スズキ亜目・ベラ亜目・ハゼ亜目にはそれぞれ2,000種以上が所属し、これら3亜目だけでスズキ目の75 %以上を含む。共有派生形質による詳細な定義付けはほとんどの場合不充分で、単系統性が確かめられていないグループが多い。科以下の分類群の詳細については、各亜目の記事を参照。
- ニザダイ亜目 Acanthuridae
- キノボリウオ亜目 Anabantoidei
- ギンポ亜目 Blennoidei
- ネズッポ亜目 Callionymoidei
- ヒシダイ亜目 Caproidei
- タイワンドジョウ亜目 Channoidei
- エラッソマ亜目 Elassomatoidei
- ウバウオ亜目 Gobiesocoidei
- ハゼ亜目 Gobioidei
- イレズミコンニャクアジ亜目 Icosteoidei
- コモリウオ亜目 Kurtoidei
- ベラ亜目 Labroidei
- ノトテニア亜目 Notothenioidei
- スズキ亜目 Percoidei
- ポリディクテュス亜目 Pholidichthyoidei
- サバ亜目 Scombroidei
- ムカシクロタチ亜目 Scombrolabracoidei
- イボダイ亜目 Stromateoidei
- ワニギス亜目 Trachinoidei
- カジキ亜目 Xiphioidei
- ゲンゲ亜目 Zoarcoidei

分類の再編によりスズキ（Lateolabrax japonicus）が分類学的にスズキ目（Perciformes）からホタルジャコ目（Acropomatiformes）に移され、Perciformesがカワメバル目（パーチ目) への変更の議論が提案される可能性がある。

## 生態
スズキ目は現生の魚類としては最も多くの種を含み、多種多様な形態・生態を示すグループである。淡水・汽水域・海、海では沿岸部から外洋・深海と、ほとんどすべての水圏に分布している。多くは海水魚であるが、淡水のみに生息する種が 2,000 種程度、成長の過程や季節回遊のため一時的に淡水域で生活する魚がおよそ2,300種知られている。